# Holovyne

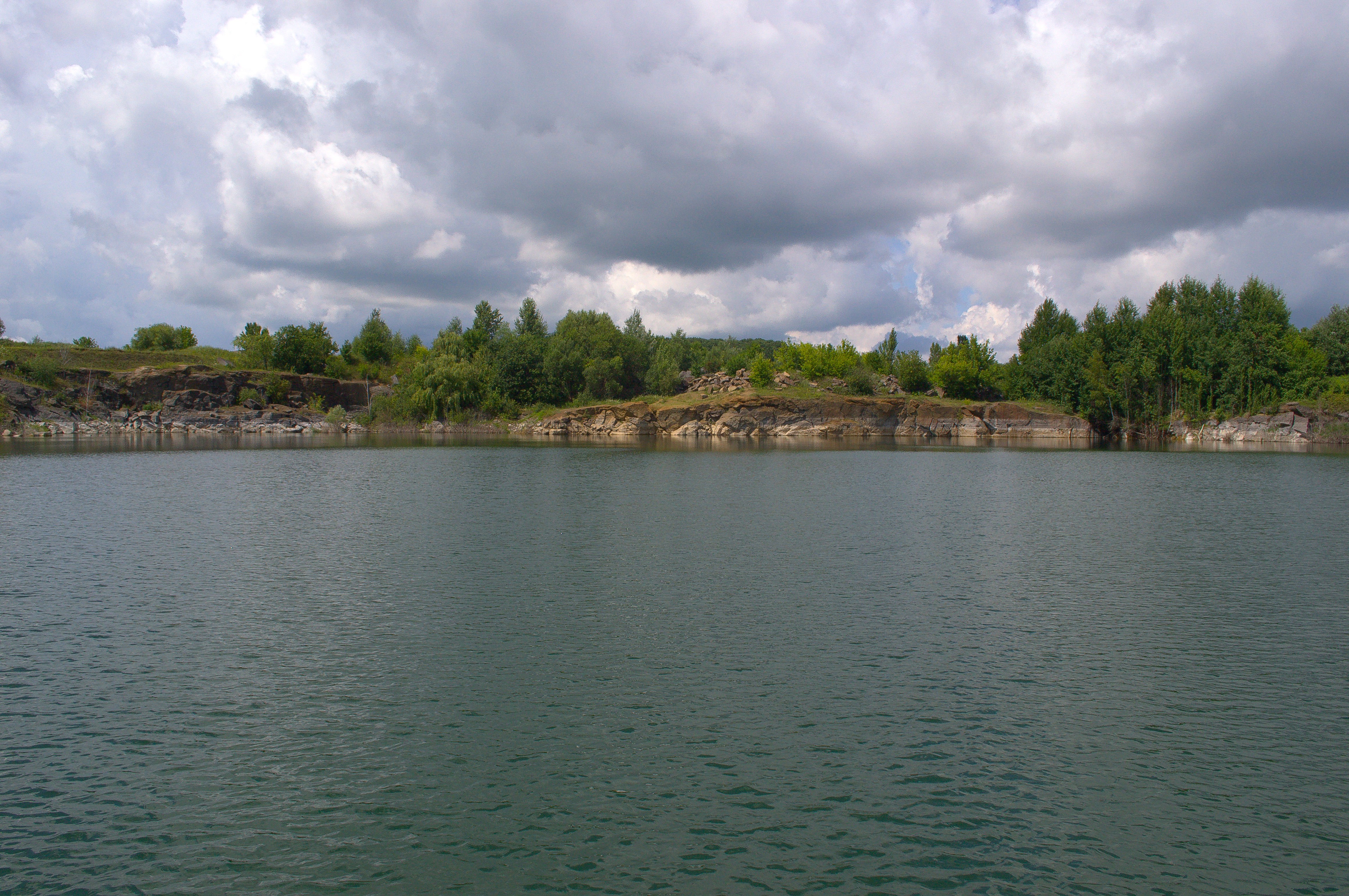
Lom na těžbu labradoritů

Holovyne (ukrajinsky Головине) je městys (ukrajinsky selyšče) na Ukrajině v Žytomyrském rajónu v Žytomyrské oblasti. Obec má přímé autobusové spojení s Žytomyrem. Žije zde přibližně 2 000 obyvatel.

## Historie
Městys byl založena v roce 1894. Od té doby se zde těží kámen labradorit, kromě období první světové války, ruské občanské války a druhé světové války. Za druhé světové války obec okupovali nacisté.